# Connor Jaeger
Connor Jaeger (Hackensack, 30 de abril de 1991) é um nadador estadunidense, medalhista olímpico.

## Carreira

### Rio 2016
Jaeger competiu na natação nos Jogos Olímpicos de Verão de 2016, conquistando a medalha de prata nos 1500 metros livre.